# 良人の貞操
『良人の貞操』（おっとのていそう）は、吉屋信子の長篇小説。これを原作とした1937年公開の同名の映画、1962年、1965年、1975年に放送された同名のテレビドラマがある。また、千葉早智子の歌った映画の同名の主題歌もある。

## 概要
1936年（昭和11年）10月から翌1937年（昭和12年）4月にかけて、「東京日日新聞」と「大阪毎日新聞」に188回にわたって連載された。主人公が、その女学校時代の同級生と夫との関係に苦しむ話である。同年、新潮社から単行本が発売された。
2006年（平成18年）、それまで所在のわからなかった本作の直筆生原稿が発見されたことが話題になった。400字詰め原稿用紙820枚で、連載188回分の完全なものである。神奈川県横浜市にある同県立神奈川近代文学館の調査により、徳富蘇峰の関係者が保管していたことが分かった。この原稿は、同文学館で同年に開かれた「生誕110年 吉屋信子展」で展示された。

### 書誌
- 『良人の貞操』、新潮社、1937年
- 『吉屋信子選集 6 良人の貞操』、新潮社、1939年
- 『良人の貞操』前・後、鎌倉文庫、1946年
- 『良人の貞操』、東方社、1966年
- 『吉屋信子全集 5 良人の貞操・家庭日記』、朝日新聞社、1975年
- 『良人の貞操』、毎日新聞社、1999年 上 ISBN 4620510394 / 下 ISBN 4620510408

## 映画
「前篇 春来れば」、「後篇 秋ふたたび」の2篇から成り、前篇は1937年4月1日、後篇は同年4月21日に公開された。製作はP.C.L.映画製作所、配給は東宝映画である。山本嘉次郎の弟子として知られる本多猪四郎と黒澤明がそれぞれセカンド助監督・サード助監督として本作についている。過去にキネマ倶楽部でVHSビデオが発売されていた。

### キャスト
- 入江たか子 （加代）
- 高田稔 （水上信也）
- 千葉早智子 （邦子・信也の妻）
- 関口喜美子 （静江・加代の娘 子役）
- 御橋公　（白石専務）
- 堤真佐子　（照子・専務の娘）
- 丸山定夫　（兵助・加代の義父）
- 清川虹子  （安子・邦子の姉）
- 高峰秀子 （睦子・邦子の妹）

### スタッフ
- 監督　山本嘉次郎
- 原作　吉屋信子
- 脚本　木村千依男・山本嘉次郎
- 音楽　清田茂
- 撮影　三浦光雄

## レコード
レコードの盤面には両面とも「流行歌」、「P.C.L.映画『良人の貞操』主題歌」とクレジットされている。加代の入江たか子の代わりに江戸川蘭子、邦子を演じた千葉早智子がレコーディングしている。
1. 良人の貞操 - 加代のうたへる -
  - 作詞：吉屋信子 / 作曲：中山晋平 / 編曲：鈴木静一
  - 歌：江戸川蘭子
  - 演奏：日本ビクター管弦楽団
2. 良人の貞操 - 邦子のうたへる -
  - 作詞：吉屋信子 / 作曲：中山晋平 / 編曲：鈴木静一
  - 歌：千葉早智子
  - 演奏：日本ビクター管弦楽団

## テレビドラマ

### 日本テレビ版
- 放送枠　武田ロマン劇場（武田薬品工業一社提供）
- 放送局　日本テレビ系
- 放送時期　1962年（昭和37年）2月15日 - 2月22日
- 木曜日 21:45 - 22:30
- 原作　吉屋信子
- 出演　野上千鶴子、田代百合子、佐竹明夫、中村伸郎、田島義文

| 日本テレビ系列 武田ロマン劇場 | 日本テレビ系列 武田ロマン劇場 | 日本テレビ系列 武田ロマン劇場 |
| 前番組                        | 番組名                        | 次番組                        |
| ----------------------------- | ----------------------------- | ----------------------------- |
| 新雪                          | 良人の貞操                    | かくて夢あり                  |

### フジテレビ版
フジテレビのライオン奥様劇場枠にて、いわゆる「昼メロ」と呼ばれるメロドラマの系列に分類されるべき昼ドラマとして製作・放映された。
CS放送では1975年版が1998年にファミリー劇場で放送された。

#### 1965年版
- 放送枠　ライオン奥様劇場
- フジテレビ系帯ドラマ
- 月曜日 - 金曜日 13:00 - 13:30
- 放送時期　1965年（昭和40年）5月10日 - 7月2日
- 放送回数　40回
- 原作　吉屋信子
- 脚本　浅川清道
- 監督　倉谷収
- 出演　根上淳、瞳麗子、朝海千景、菅井一郎 他
- 制作　宝塚映画製作所、東宝、フジテレビ

#### 1975年版
- 放送枠　ライオン奥様劇場
- フジテレビ系帯ドラマ
- 月曜日 - 金曜日 13:00 - 13:30
- 放送時期　1975年（昭和50年）2月24日 - 4月11日
- 放送回数　35回
- 原作　吉屋信子
- 脚本　田井洋子
- 監督　高野昭二、辻井康一、引田英雄
- 出演　野川由美子、中尾彬、生田悦子、東野孝彦
- 主題歌　みずさわ美都「愛のサルビア」（作詞：山口洋子、作曲：鈴木征一 テイチクレコード）
- 制作　宝塚映画製作所、フジテレビ

| フジテレビ系 ライオン奥様劇場 | フジテレビ系 ライオン奥様劇場 | フジテレビ系 ライオン奥様劇場 |
| 前番組                        | 番組名                        | 次番組                        |
| ----------------------------- | ----------------------------- | ----------------------------- |
| 芸者っ子                      | 良人の貞操 （第1作）          | 愛染かつら                    |
| フジテレビ系 ライオン奥様劇場 |                               |                               |
| 春泥泥                        | 良人の貞操 （第2作）          | 白い恐怖                      |

## 参考
- テレビドラマデータベース